# 大中遺跡

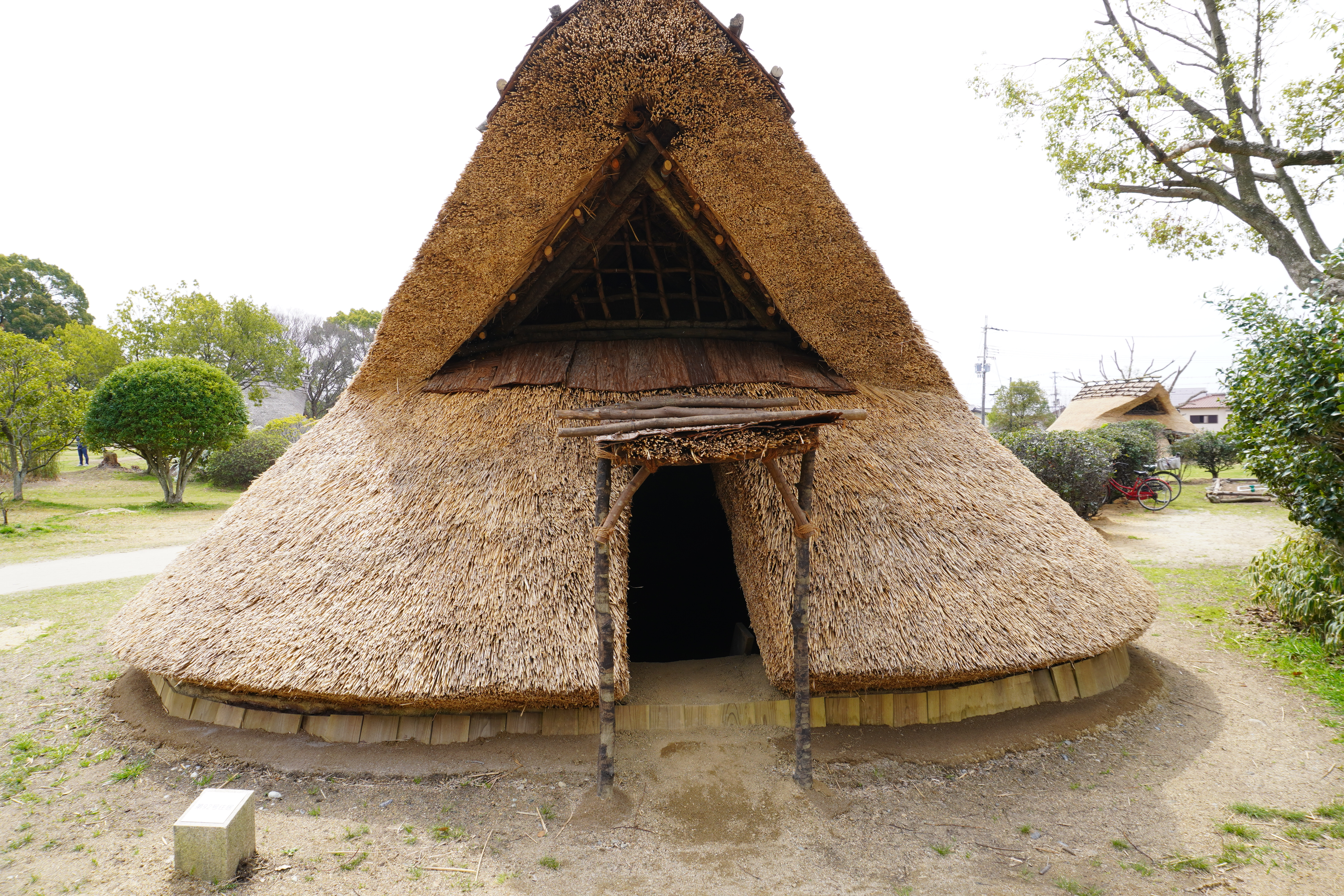
復元建物

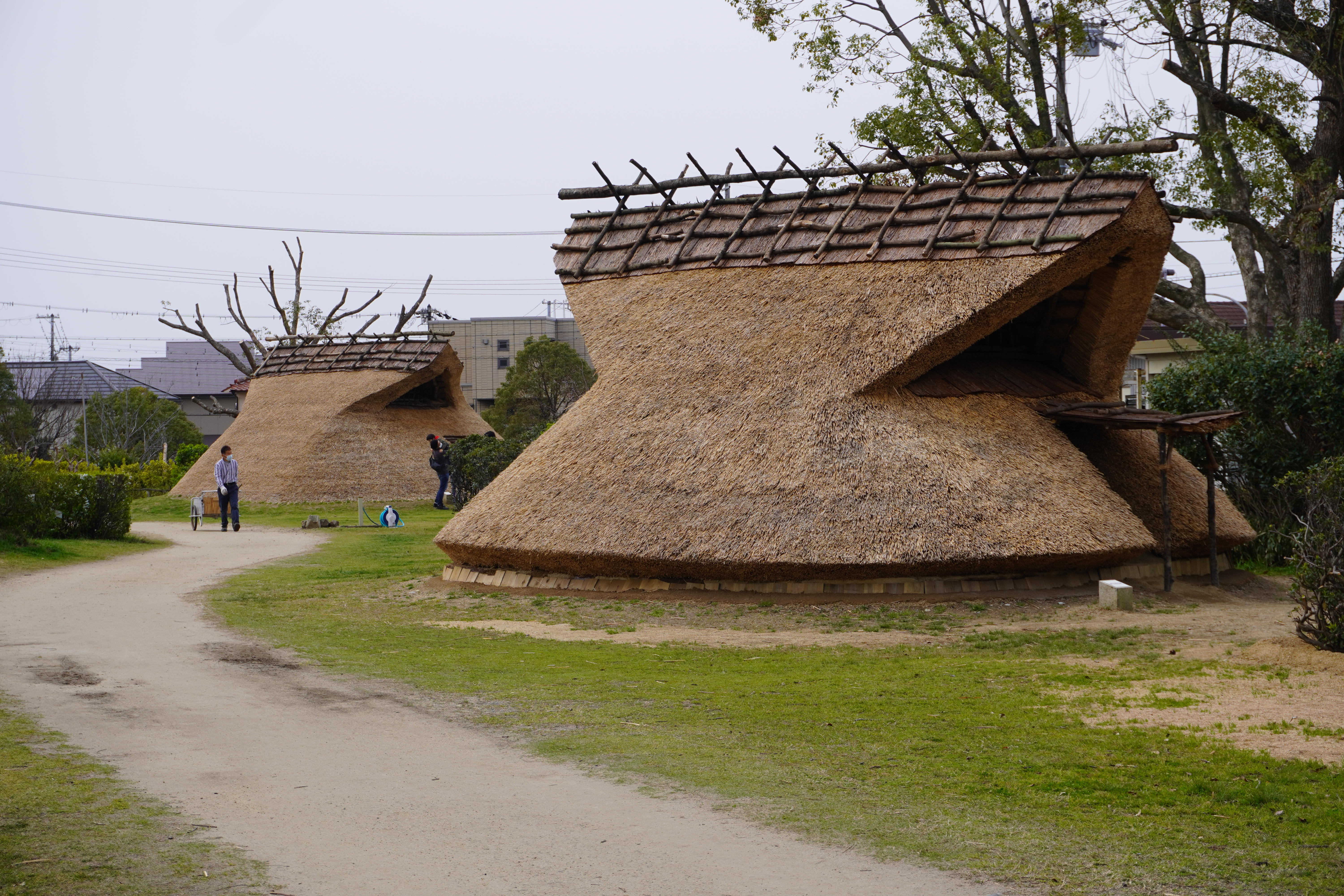
復元建物

大中遺跡（おおなかいせき）は、兵庫県加古郡播磨町に位置する、弥生終末（約1900年前）から古墳時代初頭（邪馬台国 卑弥呼と同時期）の代表的な遺跡の一つで規模の大きな集落跡。竪穴建物跡の一部は復元されており、1967年6月22日（昭和42年）には国の史跡に指定されている。

## 概要
1962年（昭和37年）6月24日に播磨町立播磨中学校の3人の生徒により発見された。多くの建物跡とともに土器、鉄器、砥石、そして貝殻や飯蛸壺、更には中国との交流を示す分割鏡などが発掘された。大中遺跡の出土品は、播磨町郷土資料館に展示されている。1974年（昭和49年）から県立史跡公園大中遺跡公園（愛称は「播磨大中古代の村」）として竪穴建物跡を一部復元して公開されている。2007年（平成19年）10月13日に隣地に播磨大中古代の村と一体化した形態の兵庫県立考古博物館 が開館した。毎年、秋季には「大中遺跡まつり」が開催され、弥生時代の文化を体験する催しが行われる。

### 発見の経緯
1962年（昭和37年）6月24日、当時、考古学に興味を持っていた播磨町立播磨中学校３年生だった浅原重利、大辻真一、大辻要二の3名によって発見される。地元のお年寄りから、大正時代に大増畑（おおぞばた）と呼ばれている畑地（現在の大中遺跡）に別府鉄道土山線（土山駅から別府港間4.0キロメートルで1923年3月18日から1984年1月31日まで営業）が敷かれた時、タコツボが大量に掘り出されたことを聞き、遺跡北側に位置していた山之上住吉神社南側の土砂の採掘跡で大量の土器片を見つける。近隣の考古学に詳しい高校の教諭に土器が弥生土器だと鑑定される。採取された遺物は、約700メートル南西方向にある大中地区の善福寺（ぜんぷくじ）で保管され、その後、「遺跡発見届」が町・県教育委員会に出された事により、県の専門家による調査が始まった。

### 発掘調査
発掘調査は、第1次の1962年（昭和37年）12月から第20次の2003年（平成15年）11月まで実施された。調査は、第1次から第5次調査・第12次調査から第18次調査を播磨町教育委員会が第6次から第11次調査・第19次から第20次調査は兵庫県教育委員会が主体となって実施された。
- 第1期（第1次から第11次）は、遺跡の内容・範囲の確認を目的とした調査。
  - 第1次：1962年（昭和37年）12月から1963年（昭和38年）1月
  - 第2次：1963年（昭和38年）3月から4月
  - 第3次：1963年（昭和38年）7月から8月
  - 第4次：1964年（昭和39年）3月から4月
  - 第5次：1964年（昭和39年）8月（遺物整理）
  - 第6次：1965年（昭和40年）7月から8月
  - 第7次：1965年（昭和40年）12月から1966年（昭和41年）1月
  - 第8次：1966年（昭和41年）8月
  - 第9次：1967年（昭和42年）2月から3月
  - 第10次：1971年（昭和46年）3月から4月
  - 第11次：1971年（昭和46年）12月から1972年（昭和47年）1月
- 第2期（第12次から第17次）は、遺跡内外の環境整備や施設整備に伴う発掘調査。
  - 第12次：1981年（昭和56年）2月
  - 第13次：1984年（昭和59年）3月から4月
  - 第14次：1984年（昭和59年）7月から8月
  - 第15次：1986年（昭和61年）1月から3月
  - 第16次：1987年（昭和62年）11月から12月
  - 第17次：1988年（昭和63年）4月
- 第3期（第18次から第20次）は、県立考古博物館に伴う発掘調査およびこれに伴う史跡内容確認を目的とした調査。
  - 第18次：1997年（平成 9年）5月から7月
  - 第19次：2002年（平成14年）7月から10月
  - 第20次：2003年（平成15年）7月から11月

### 地理
播磨町は、面積9.13平方キロメートルと兵庫県で最も小さく、3割が海を埋め立てた人工島で一般機械器具製造、化学工業を中心とする約60数社が操業している。JR土山駅と山陽電鉄播磨町駅の2駅があり、車で神戸から40キロメートル約40分、姫路から25キロメートル約35分の位置にある。大中遺跡のある播磨町大中1丁目付近は、600メートル北に国道2号、700メートル南に国道250号（明姫幹線）が走る。国道2号と並行するように旧山陽道（西国街道）が現存する。南西方向の海岸線から約2キロメートルで、気候は瀬戸内式気候に属しており、年間を通じて温暖・少雨となっている。

### 地形
大中遺跡は、長さ500メートル、幅180メートル、約70,000平方メートルで甲子園球場（総面積は約38,500平方メートル）2個分の広さで整備されている。遺跡の立地は洪積台地の先端部で 北に潰目池（つぶれめいけ）が南に狐狸ケ池（こりがいけ）と喜瀬川（きせがわ）に囲まれた地域で加古川氾濫域の東端にあたる。遺跡付近の標高は14.5メートル、土山駅付近で21メートルある。六甲山の隆起（六甲変動）にともなう西側地域の沈降によって東部から西部にかけてゆるやかに西に傾斜している。隣接する加古川市、稲美町は広大な印南野（いなみの）台地と呼ばれるなだらかな河岸段丘になっており、ほぼ全域が平坦であり、北部に向かって標高は22メートルから92メートル程度となり比較的に高低差は少なく、ため池が多い。

### 年表
- 1962年（昭和37年）6月24日 - 大中遺跡発見（第1次発掘調査）
- 1967年（昭和42年）6月22日 - 国史跡に指定[1]
- 1974年（昭和49年）9月28日 - 県立史跡公園「播磨大中古代の村」開園
- 1985年（昭和60年）11月 - 郷土資料館が開館
- 1990年（平成2年）8月3日 - 「大中遺跡まつり」始まる
- 2007年（平成19年）10月13日 - 県立考古博物館開館
- 2012年（平成24年） - 大中遺跡発見50周年[7]

### 出土品
弥生時代の生活道具などが多く出土している。
- 弥生土器（皿、高坏、器台、イイダコ壷、壺）
- 土師器（はじき）羽釜
- 石鏃（せきぞく）矢じり
- 内行花文鏡片（ないこうかもんきょうへん）:播磨町の指定文化財
- 網のおもり
- 土製模造鏡[9]

## 竪穴建物跡
大中遺跡は弥生時代の集落遺跡で円形や方形、六角形など様々な形の竪穴建物跡が多く残されている。竪穴建物の形式は円形建物から方形建物、長方形建物に変遷している。各建物は20メートルから30メートルの間隔をおいて分布している。墓は全く検出されておらず、水田などの遺構も検出されていない。竪穴建物跡は8軒復元され公開されている。茅葺屋根の材料ヨシは備前岡山から調達し、京都美山の職人たちにより復元されているが30年前後で葺き替えが必要。また、周辺の樹木も少しずつ整理され弥生時代の風景へと整備されつつある。

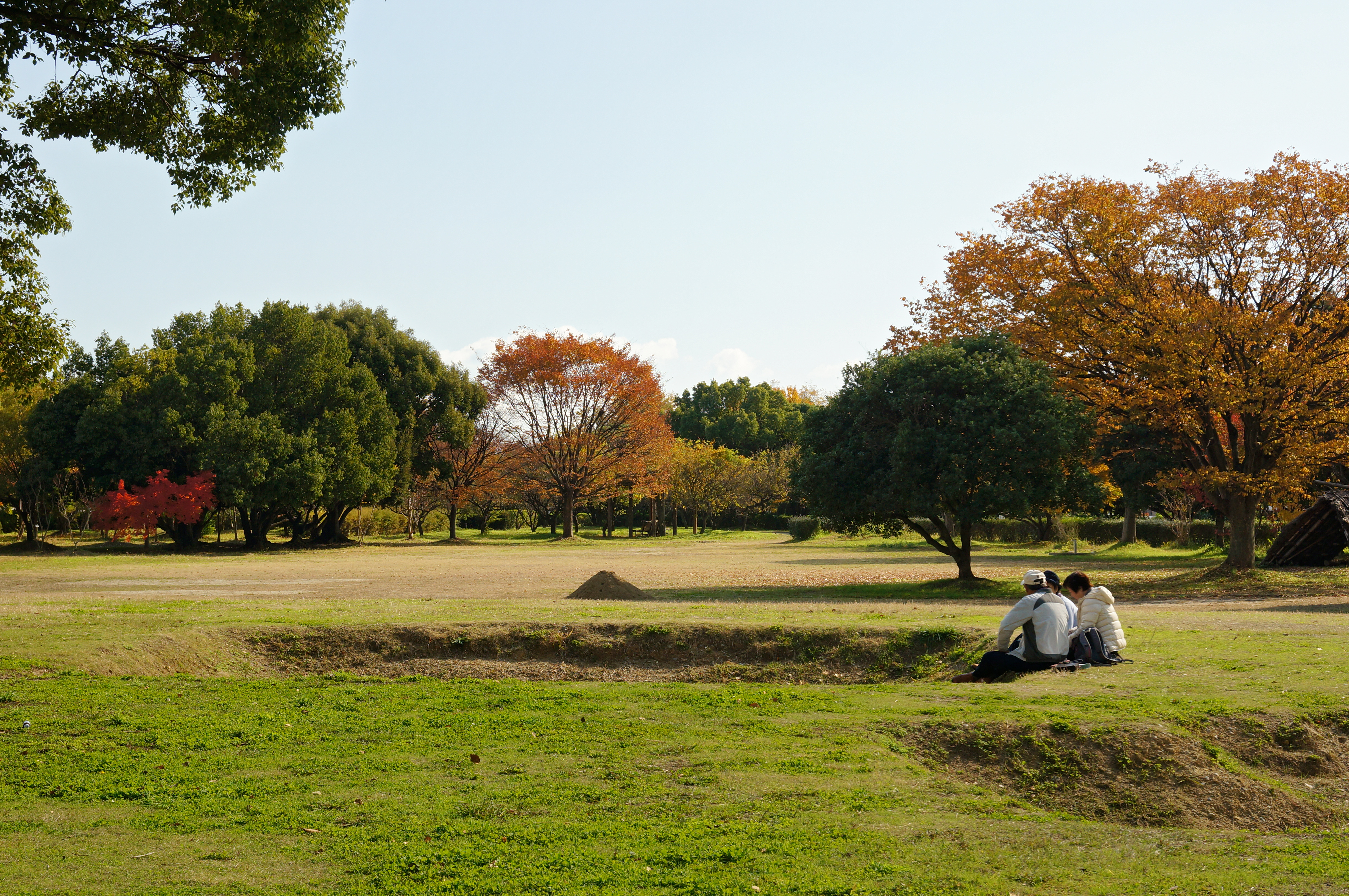
建物跡
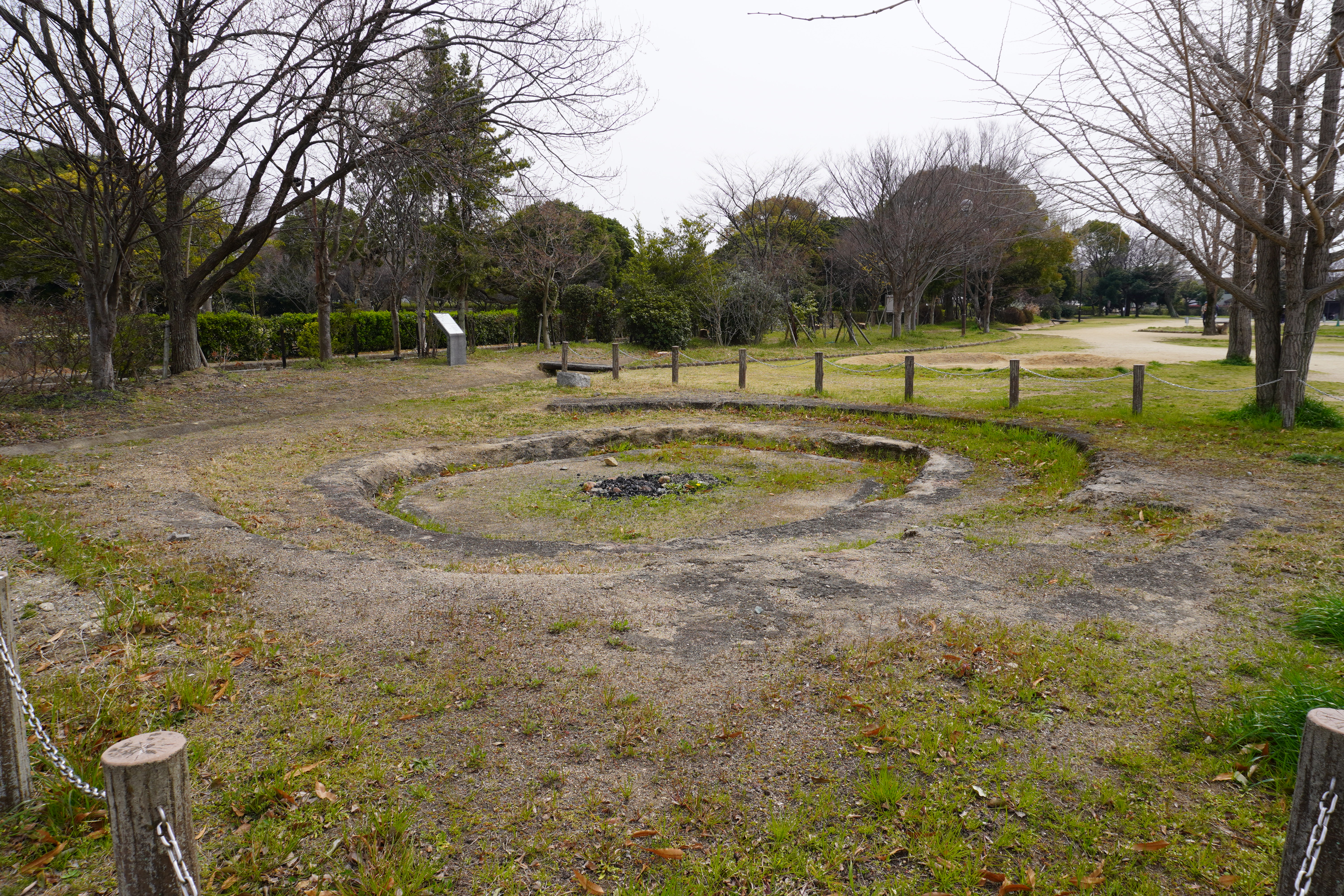
建物跡
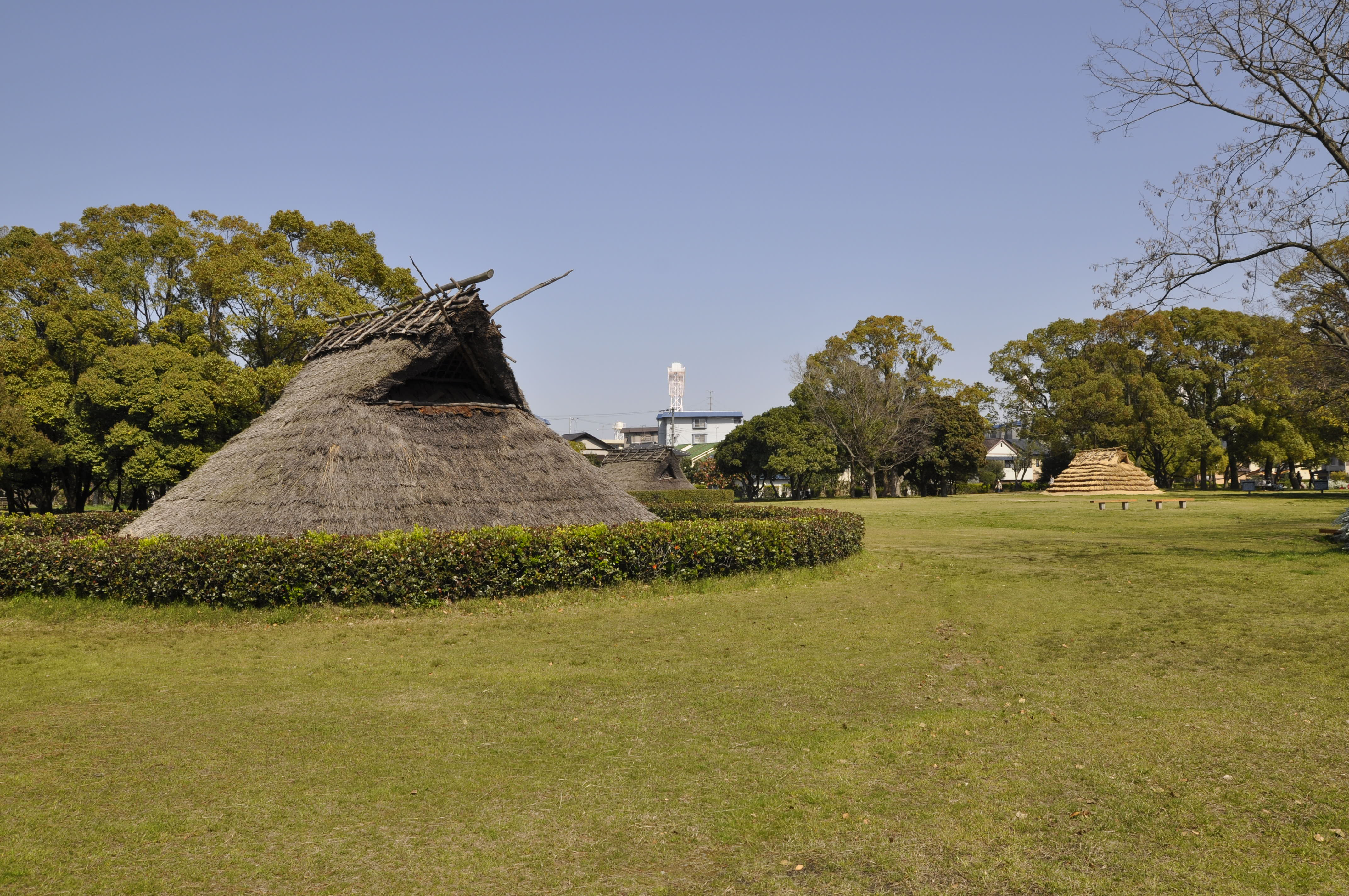
復元建物
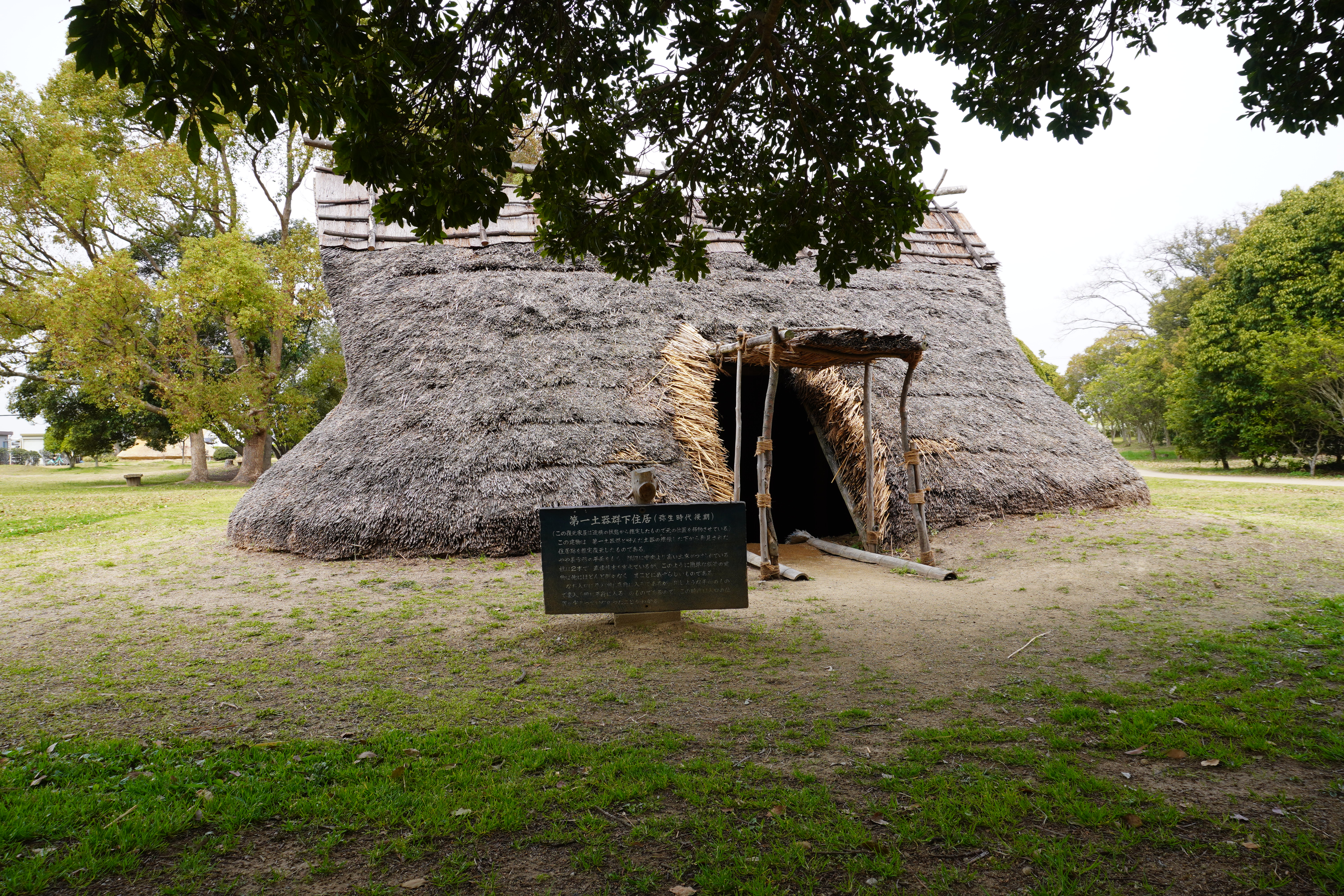
復元建物

## 施設
大中遺跡（県立史跡公園「播磨大中古代の村」）には、以下の施設が隣接する形で整備されている。

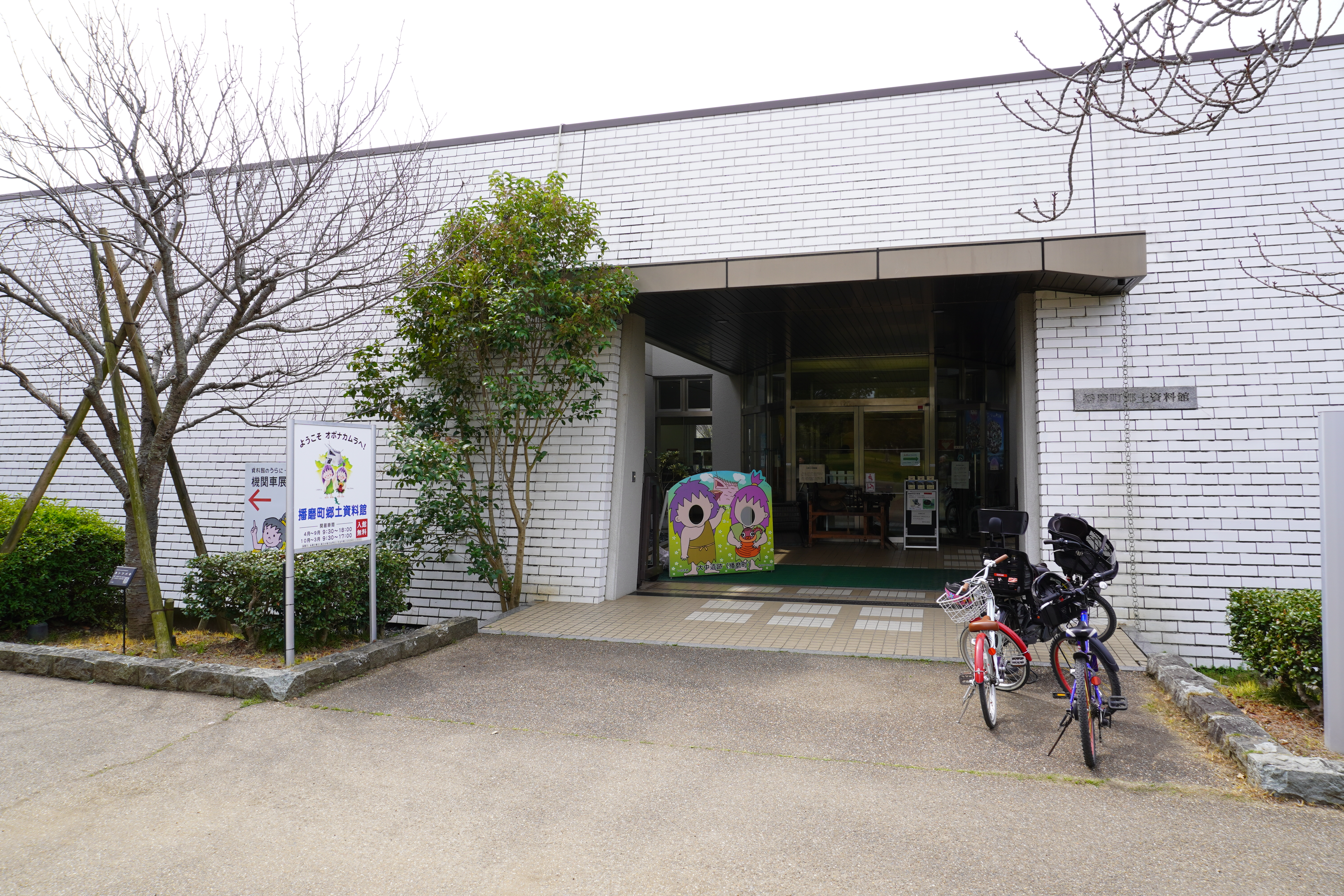
播磨町郷土資料館
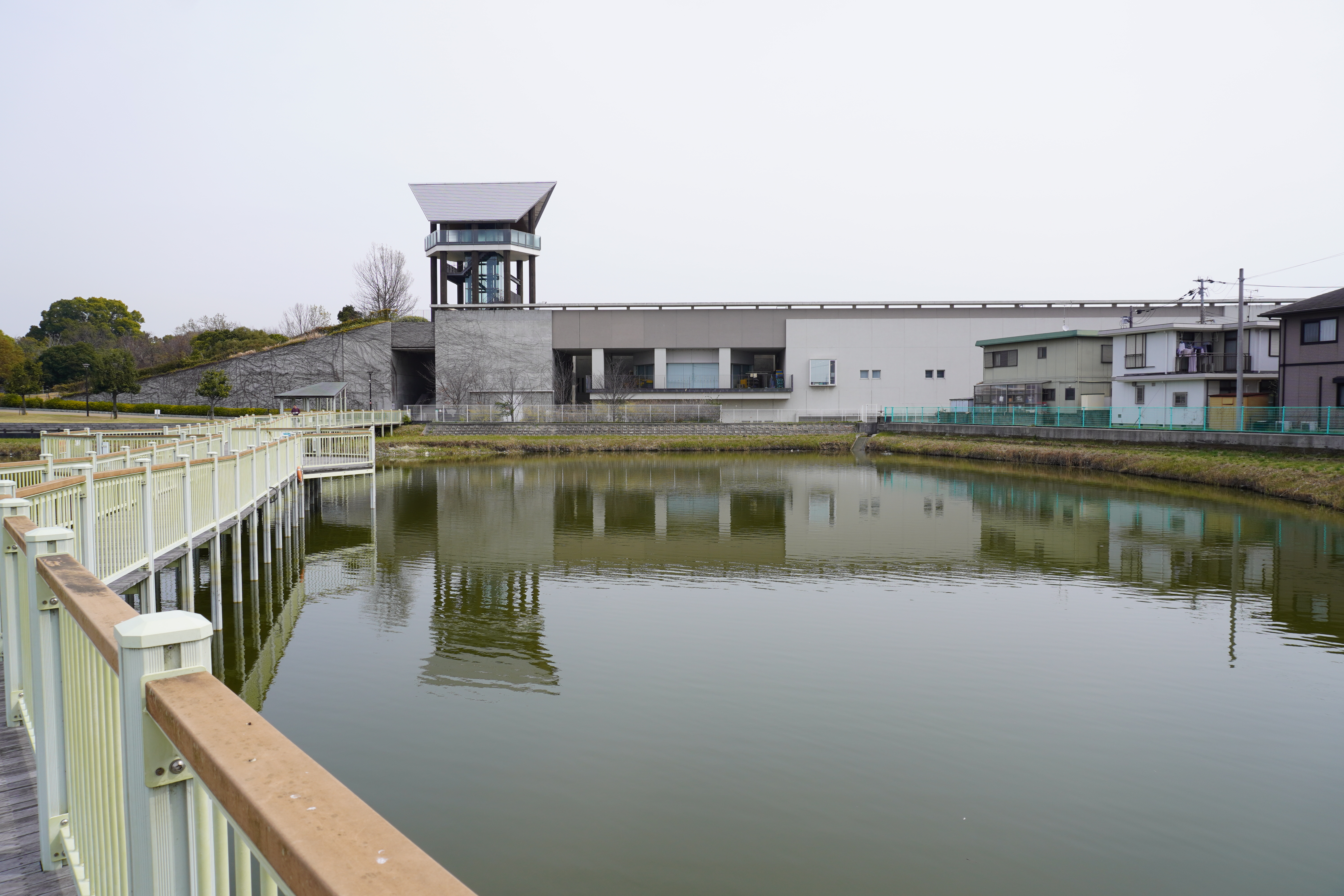
兵庫県立考古博物館
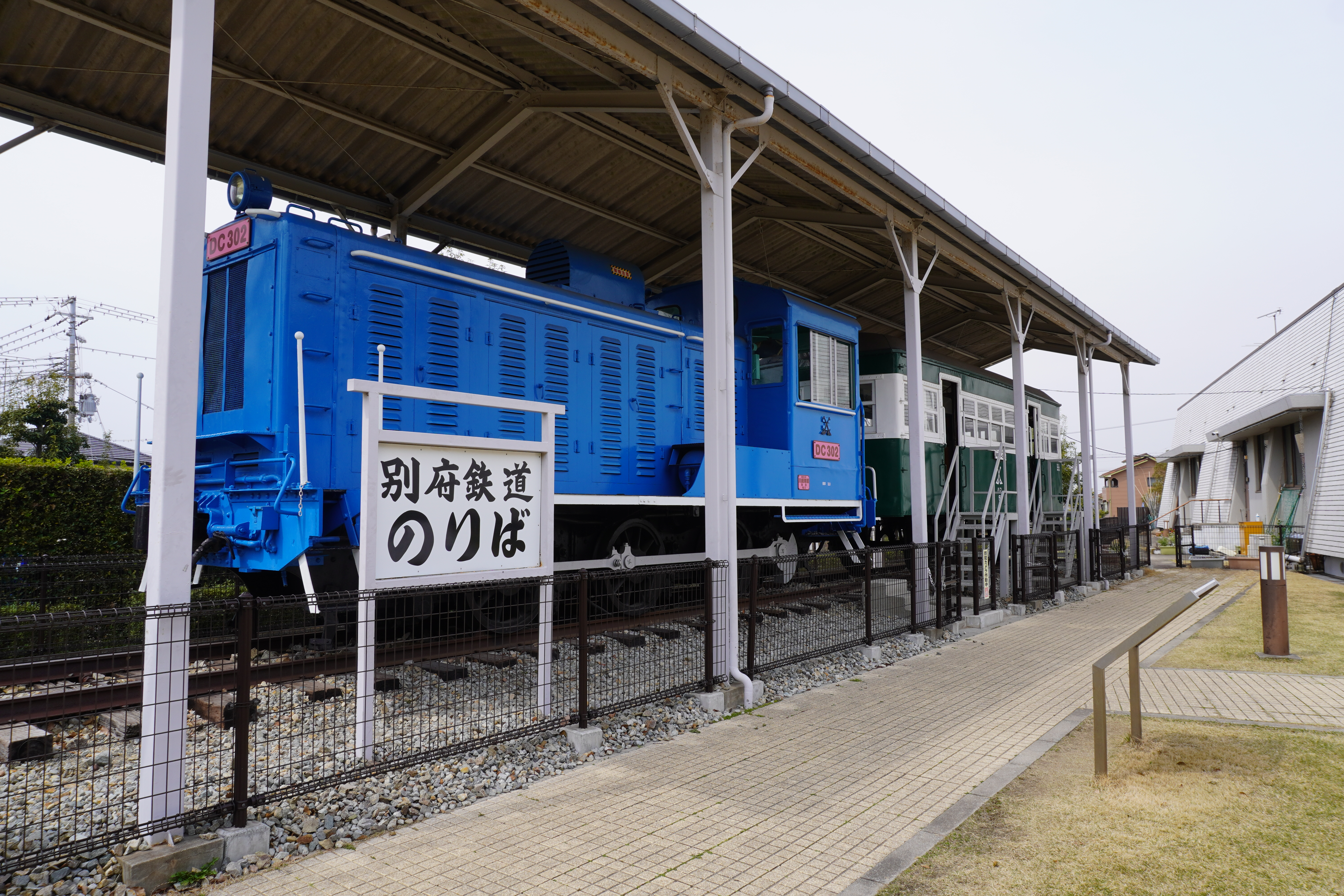
別府鉄道
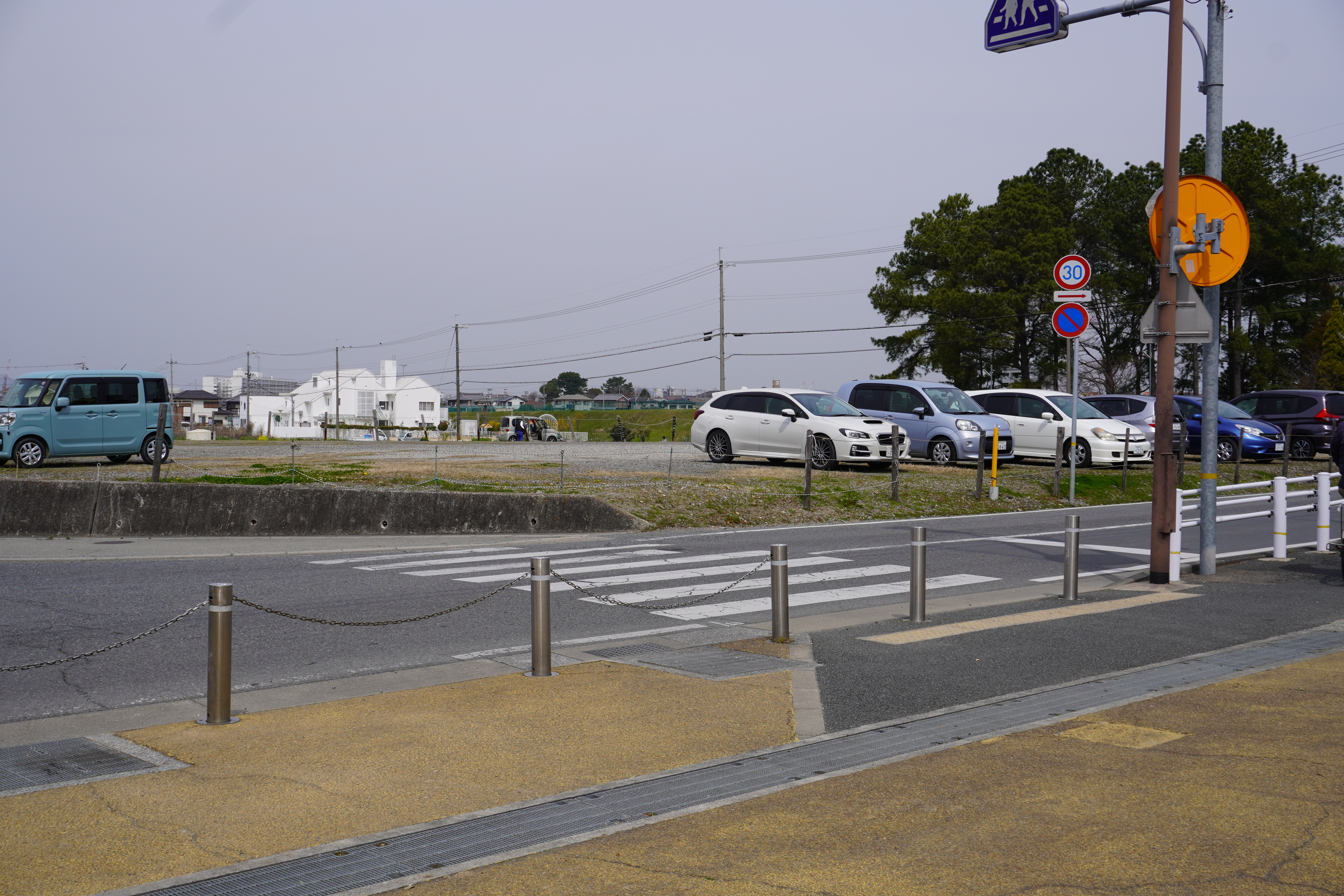
有料駐車場
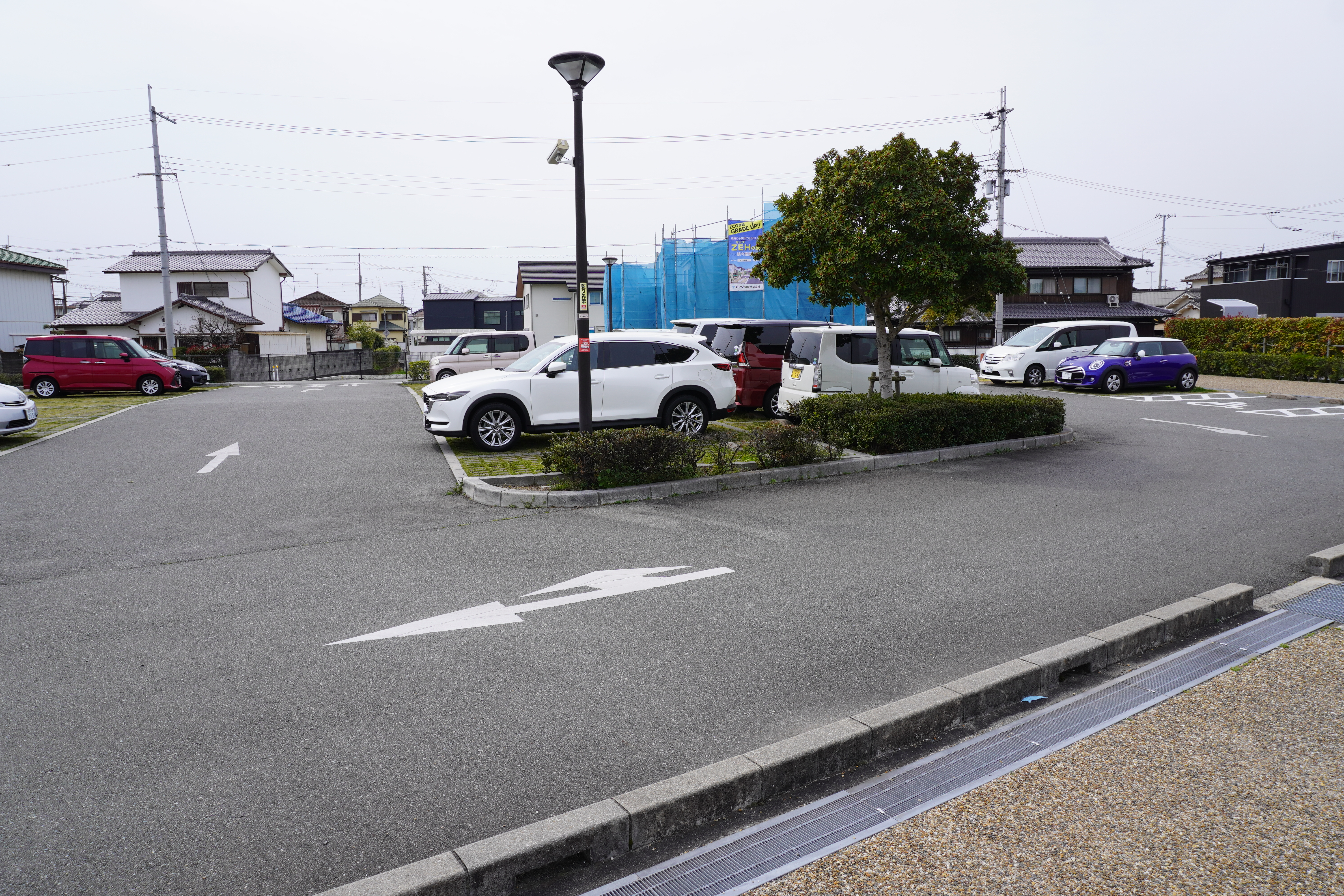
南駐車場

- 播磨町郷土資料館
- 兵庫県立考古博物館
- 別府鉄道
- 西駐車場
- 南駐車場

## 交通アクセス
- JR神戸線（山陽本線）：土山駅から徒歩約12分
- 山陽電車：播磨町駅から徒歩約25分
- 明石西ICから約3km

## 周辺
- 野添北公園（徒歩3分）
- 野添であい公園（徒歩3分）
- 円満寺（徒歩3分）